# Rahabas
Rahabas (nep. रहबास) – gaun wikas samiti w zachodniej części Nepalu w strefie Lumbini w dystrykcie Palpa. Według nepalskiego spisu powszechnego z 2001 roku liczył on 341 gospodarstw domowych i 2224 mieszkańców (1127 kobiet i 1097 mężczyzn).